# Maisie Dobbs
Maisie Dobbs är en fiktiv karaktär i Jacqueline Winspears detektivromaner om en ung, kvinnlig privatdetektiv och psykolog i mellankrigstidens London. Serien om och med Maisie Dobbs omfattar för närvarande (per 2009) sex romaner, varav den senaste publicerades 2009. Jacqueline Winspear bor numera i USA och har nått en stor internationell framgång med sina Maisie Dobbs-romaner, som på ett ovanligt sätt kombinerar trovärdiga karaktärer och en stark tidskänsla.

## Romaner
- 2003 – Maisie Dobbs (Maise Dobbs)
- 2004 – Birds of a Feather (Med lätta bevis)
- 2005 – Pardonable Lies (Lögnen)
- 2006 – Messenger of Truth
- 2008 – An Incomplete Revenge
- 2009 – Among The Mad